# Zbigniew Warkocki
Zbigniew Warkocki – polski biolog, pracownik naukowy Instytutu Chemii Bioorganicznej PAN w Poznaniu. Zajmuje się m.in. retrotranspozonami, metabolizmem RNA i regulacją ekspresji genów.

## Życiorys
Rozprawę doktorską pt. Reconstitution of both steps of yeast pre-mRNA splicing with purified components wykonał pod kierunkiem prof. Reinharda Luhrmanna, a obronił ją w 2012 r. na Uniwersytecie w Getyndze z wyróżnieniem  magna cum laude. Odbył 6-letni staż podoktorski w zespole prof. Andrzeja Dziembowskiego w Instytucie Biochemii i Biofizyki PAN w Warszawie. W 2018 r. objął w Instytucie Chemii Bioorganicznej PAN kierownictwo własnego Zakładu Metabolizmu RNA. Na przełomie 2018 i 2019 roku przebywał na kilkumiesięcznym stażu w Instytucie Genetyki i Medycyny Molekularnej na Uniwersytecie w Edynburgu, w Szkocji. Stopień doktora habilitowanego nauk biologicznych uzyskał w 2020 r. na Wydziale Biologii UAM na podstawie pracy pt. Określenie mechanizmów regulacji podaży i funkcji RNA w komórkach eukariontów przez enzymy działające na koniec 3' RNA.